# مركبة استطلاع قتالية (مجنزرة)
مركبة الاستطلاع القتالية مجنزرة (بالإنجليزية:Combat Vehicle Reconnaissance (Tracked) - CVR(T) ) هي عائلة من المركبات القتالية المدرعة (AFVs) التي تم تطويرها في الستينيات وهي في الخدمة مع الجيش البريطاني وغيره في جميع أنحاء العالم. هي مركبات مُدرعة صغيرة، عالية الحركة، قابلة للنقل الجوي، صُممت في الأصل لتحل محل سيارة ألفيس صلاح الدين المدرعة.

## Gallery

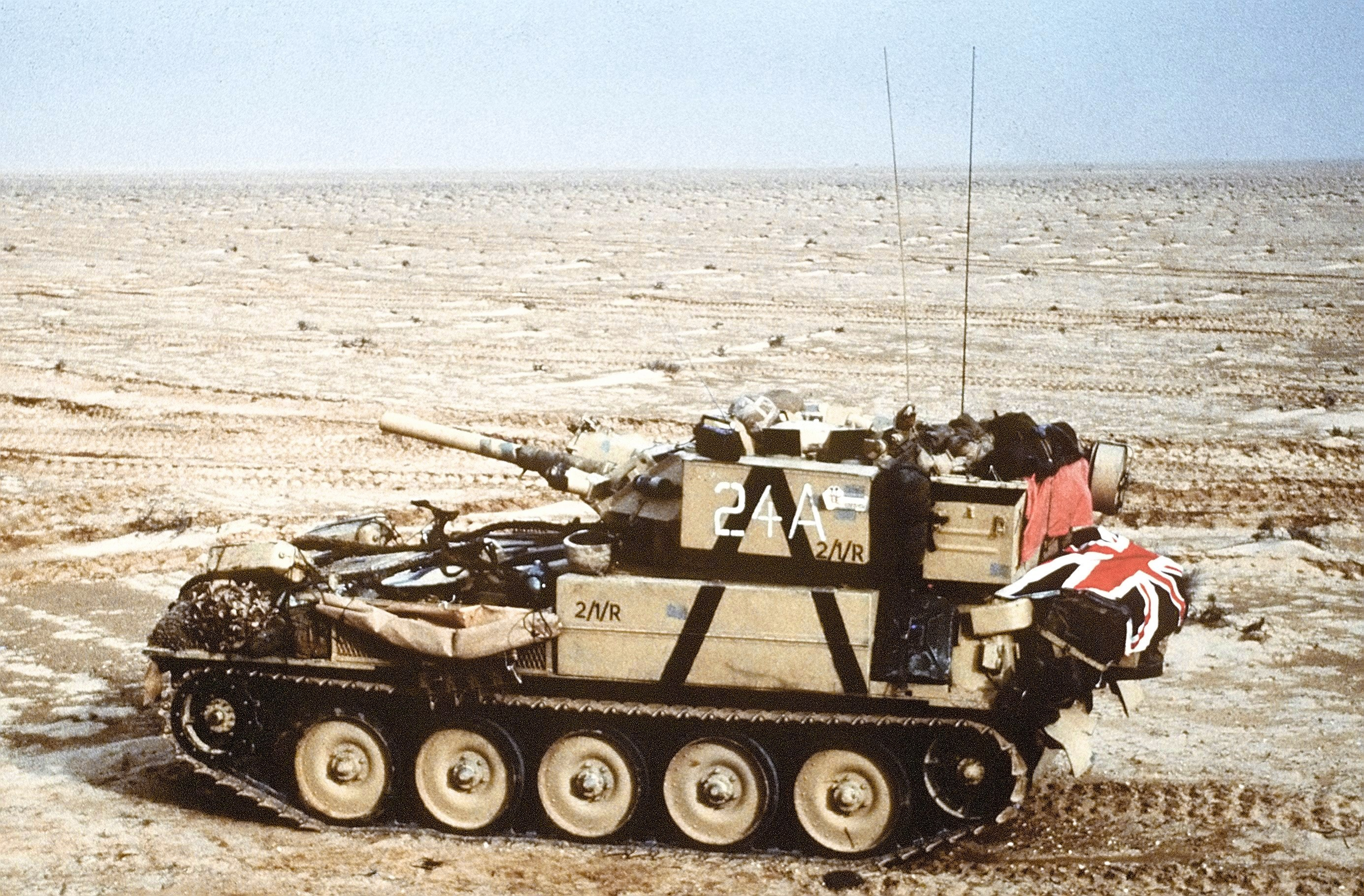
مدرعة العقرب (أف ڤي-١٠١) تتقدم عبر الصحراء خلال حرب الخليج الأولى.
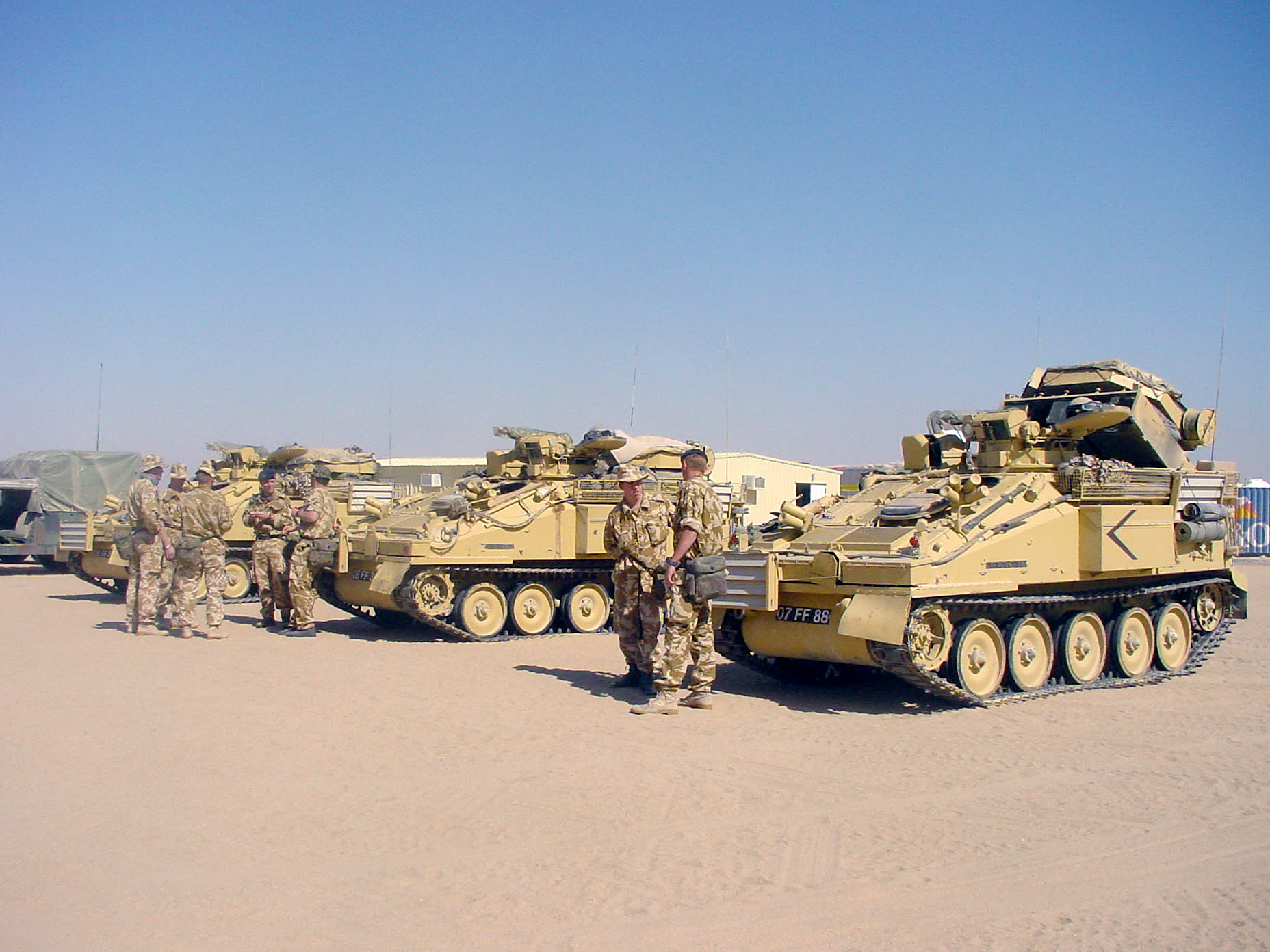
ثلاث مركبات هجومية بألوان الصحراء طراز أف ڤي-١٠٢، والمركبة الأقرب إلى الكاميرا تحمل منصات إطلاق الصواريخ الخاصة بها
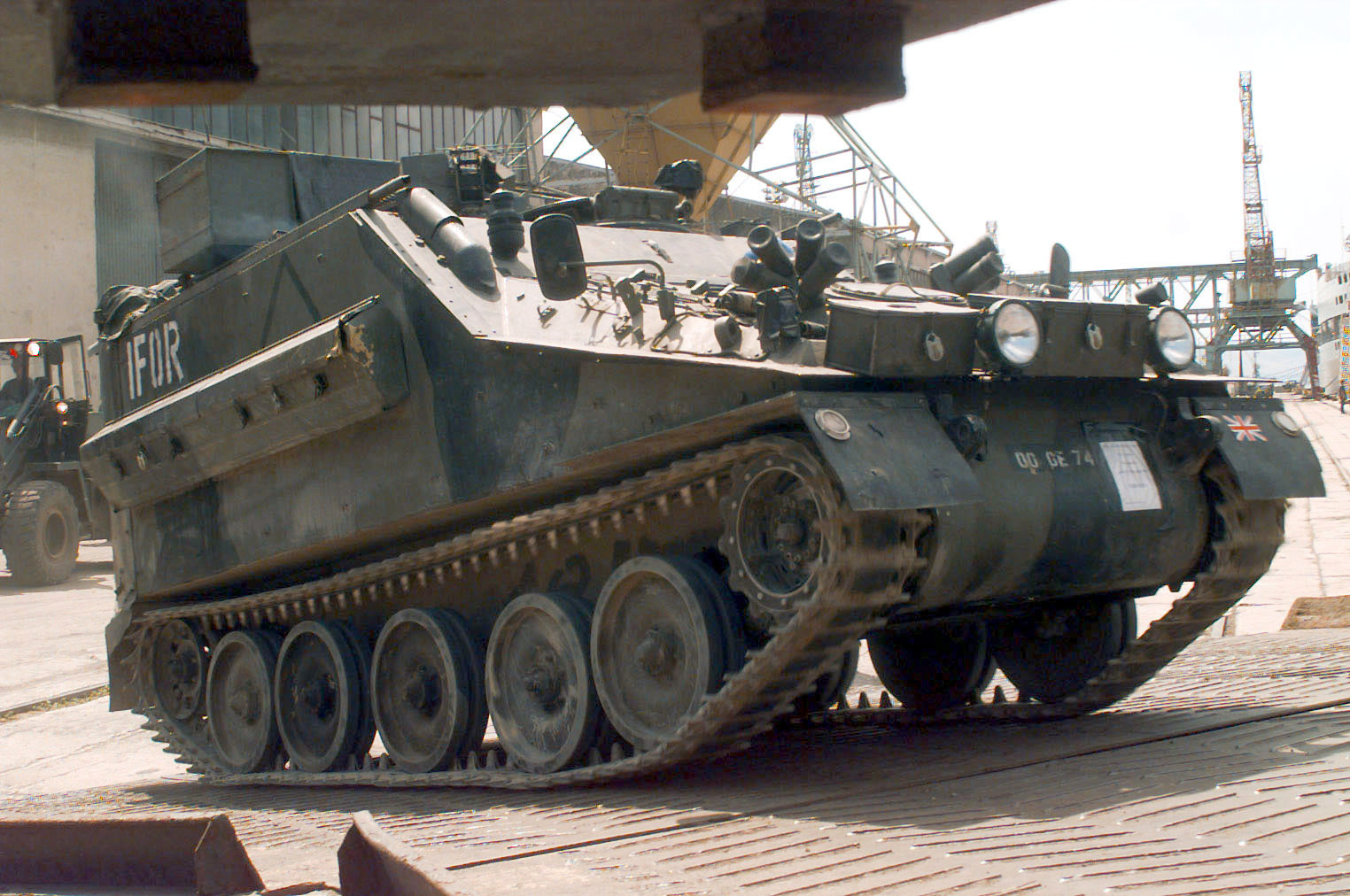
مركبة قيادة والتحكم السلطان
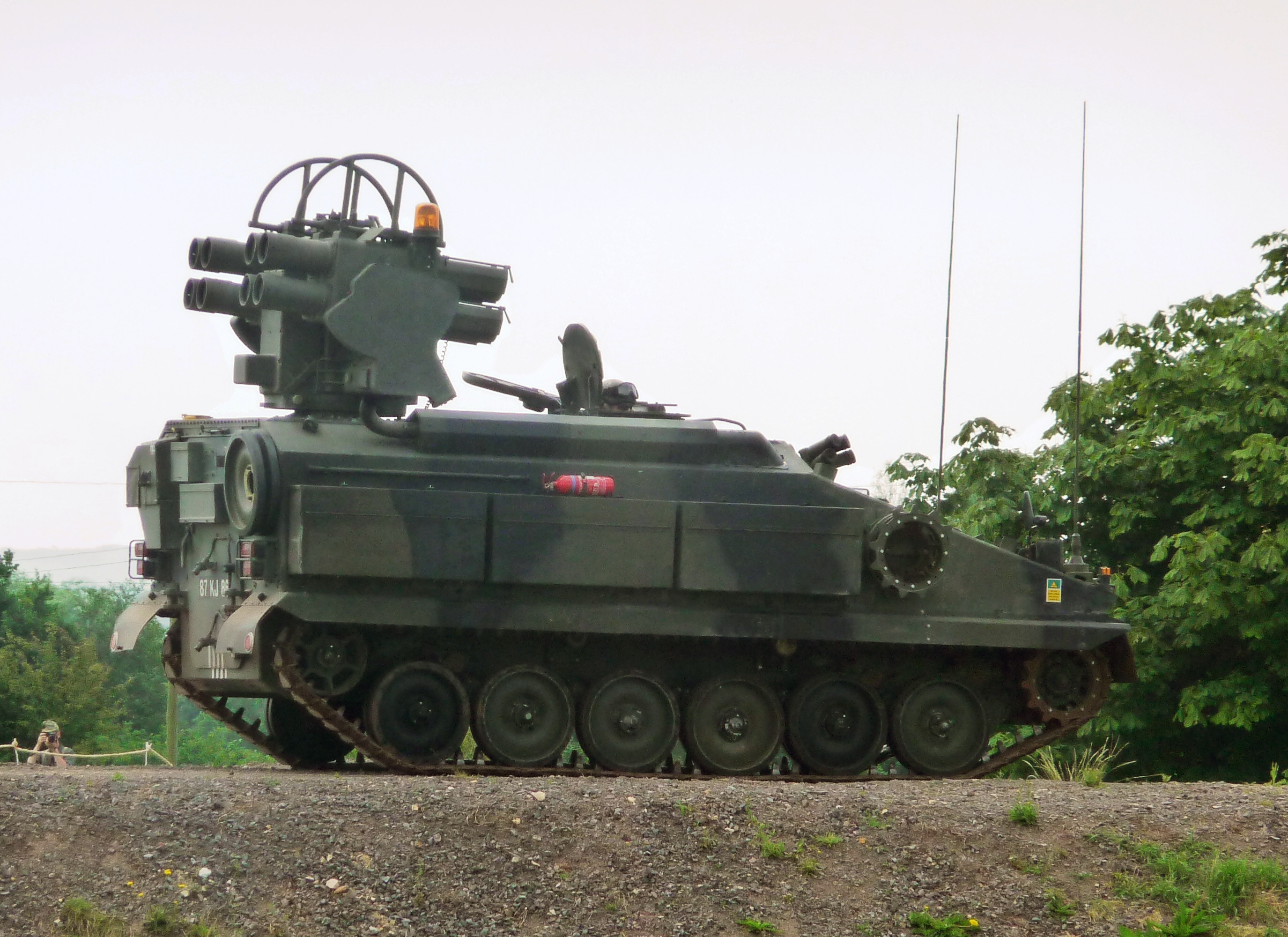
مركبة ستورمر مع صاروخ ستارستريك عالي السرعة.